# 萨米娅·苏卢胡·哈桑
萨米娅·苏卢胡·哈桑（1960年1月27日—），坦桑尼亚革命党政治人物，現任坦桑尼亚总统。2015年大选，萨米娅是总统约翰·马古富利的竞选搭档，同为革命党党员的马古富利胜选后，萨米娅成为坦桑尼亚首位女副总统。2020年，两人成功竞逐连任。2021年3月17日因总统约翰·马古富利在心脏病并发症逝世后，宣誓就任总统，成为坦桑尼亚历史上首位女总统。
萨米娅曾于2010年至2015年担任坦桑尼亚议会马昆杜奇选区议员，2010年至2015年任副总统工会事务部办公室主任。此前，她在桑给巴尔半自治区担任部长，当时阿马尼·阿贝德·卡鲁梅任该地区总统。2014年，她当选制宪大会副主席，负责新宪法的起草工作。

## 早年
苏卢胡出生于桑给巴尔苏丹国。1977年，读完中学的她在规范与开发部担任书记员，期间在职学习多门短期课程。1986年，凭公共行政学高级文凭，从开发管理研究所毕业（现姆桑比大学）。毕业后，她任职于世界粮食计划署资助的项目。1992年到1994年，就读于曼彻斯特大学，获经济学深造文凭。2015年参加坦桑尼亚开放大学与南新罕布什爾大學的联合课程，获社区经济发展理学硕士学位。

## 政坛经历
2000年起加入政坛，当选桑给巴尔众议院特别议员，获主席阿马尼·卡鲁梅任命，是卡鲁梅内阁中唯一一位位高权重的女部长。由于性别的缘故，男同事“瞧不起”她。2005年再度连任，获委任其他部长职位。
2010年竞逐坦桑尼亚议会议席，代表马昆杜奇选区出战，最终凭借超过80%的领先幅度击败对手。之后获总统贾卡亚·基奎特任命为工会事务国务部长。2014年当选制宪大会副主席，负责新宪法的起草工作。
2015年7月，获革命党总统候选人约翰·马古富利选为大选竞选搭档，成为该党史上首位女性竞选搭档。马古富利最终胜选，她因此成为该国首位女副总统。
2021年3月17日，马古富利因常年心脏病并发症而任內去世，2日後苏卢胡宣誓正式继任坦桑尼亚第6任总统，成為该国首位女性以及出自桑給巴爾的总统，也和埃塞俄比亚总统萨赫勒-沃克·祖德，成为非洲現時仅有的两位女性国家元首。
之所以延期宣誓，是因为宪法明确要求副总统就任总统前要进行宣誓，反对派担心18日苏卢胡未宣誓就任会导致那一天出现“权力真空”。
2021 年 9 月，萨米亚·苏鲁胡证实，她打算在 2025 年竞选总统，如果她获胜，她将成为该国第一位民选女总统。

## 个人生活
苏卢胡1978年與哈菲德·阿米尔（Hafidh Ameir）结婚，婚后育有一女三子，其中女兒瓦努·哈菲德·阿米尔（Mwanu Hafidh Ameir）是桑给巴尔众议院特别议员。長子阿米爾·哈菲德·阿米尔（Ameir Hafidh Ameir）是個商人，次子阿卜杜韓（Abdulhakim Hafidh Ameir）是信息通訊技術專家，幼子阿梅德·哈菲德·阿米尔（Ahmed Hafidh Ameir）正在攻讀供應與採購學的學位。丈夫哈菲德·阿米尔現已自農業部退休并投身于咨詢事業。